# This is Only the Beginning
This is Only the Beginning — первый мини-альбом рок-группы HIM, изданный в 1995 году только в Финляндии. Согласно биографии HIM «Synnin Viemää» автора Juho Juntunen, Вилле Вало здесь поёт, играет на басу и барабанах, Микко Линдстрём — только на гитаре. Другие участники записи не упоминаются, либо их не было вовсе.

## Список композиций
1 сторона
1. «Serpent Ride» — 4:29
2. «Borellus» — 4:18
3. «The Heartless» — 5:33

2 сторона
1. «Stigmata Diaboli» — 2:49
2. «Wicked Game» — 4:06
3. «The Phantom Gate» — 4:46